# Dương Lâm
Dương Lâm (chữ Hán: 楊琳; 1851–1920), hiệu Vân Hồ, Quất Đình, tự Thu Nguyên, Mộng Thạch, là quan nhà Nguyễn, một danh sĩ Việt Nam cuối thế kỷ 19 đầu thế kỷ 20. Ông nổi tiếng về tài văn chương, tính tình tao nhã, lại là một nhà giáo có biệt tài.

## Thân thế và sự nghiệp
Ông sinh năm 1851, người làng Vân Đình, huyện Sơn Lãng, phủ Ứng Hòa, tỉnh Hà Nội (nay thuộc huyện Ứng Hòa, thành phố Hà Nội. Thân phụ ông là Dương Quang, anh ruột ông là Tiến sĩ Dương Khuê.
Năm Mậu Dần (1878), ông đỗ Cử nhân, đến năm Giáp Thân (1884), được bổ làm Huấn đạo Ý Yên, rồi thăng làm Tri huyện Hoài Yên.
Ba năm sau, ông làm Bang tá Nha kinh lược Bắc Kỳ.
Năm Kỷ Sửu (1889), ông được bổ Án sát Hưng Yên, rồi thăng làm Bố chính Sơn Tây, hàm Quang lộc tự khanh.
Năm Tân Mão (1891), ông về Hà Nội, làm chủ bút báo Đồng Văn. Năm sau, lại được bổ làm Tuần phủ Thái Bình.
Năm Ất Tỵ (1895), ông làm Tham tri Nha kinh lược Bắc Kỳ, sau đó về triều giữ chức Thượng thư bộ Công kiêm Phó Tổng tài Quốc sử quán. Khi triều đình sửa đổi phép học, phép thi, ông được cử đứng đầu ban Tu thư, cùng với Đoàn Triển, Đỗ Văn Tâm, Bùi Hướng Thành cùng soạn sách Tân giáo khoa.
Năm Canh Tý (1900), ông làm Tổng đốc Bình Phú (Bình Định và Phú Yên), gia hàm Thái tử Thiếu bảo. Vì quê làng Vân Đình nên người đương thời gọi ông là cụ Thiếu Vân Đình.
Khi về hưu, ông được triều đình tặng hàm Hiệp tá Đại học sĩ. Ông về quê nhà, mở trường dạy học.
Năm Canh Thân (1920), ông mất hưởng thọ 69 tuổi, được truy tặng tước Khánh Vân nam.
Hiện nay tên của ông được đặt tên cho một tuyên phố thuộc quận Hà Đông, Hà Nội, nối từ đường Nguyễn Khuyến đến cổng Trường THCS Văn Quán.

## Tác phẩm
Khác với các tác phẩm của anh mình, vốn được ghi chép và bình luận nhiều dưới thời Pháp thuộc vì có vẻ như "vô thưởng", "vô phạt" (về mặt chính trị) dưới con mắt của nhà kiểm duyệt và các nhà đương cuộc Pháp và Việt Nam; các tác phẩm của Dương Lâm ít được phổ biến hơn, có lẽ vì phần nhiều đề cập trực tiếp hay gián tiếp đến thời kỳ người Pháp xâm lăng Việt Nam và nói lên cảm nghĩ của tác giả về các sự kiện lịch sử ấy, như Dương Quảng Hàm đã nhận xét rất đúng trong quyển Văn học sử yếu, xuất bản năm 1941.
Tác phẩm của ông có "Vân Đình thi văn tập" gồm cả thơ chữ Hán và thơ chữ Nôm, bộc lộ tư tưởng hưởng lạc, làm "lúc nhàn sau cơn say".